# 工藤壮人
工藤壮人（1990年5月6日—2022年10月21日），已故日本足球運動員，司職前鋒，前日本國家足球隊成員。

## 俱乐部生涯
1990年5月6日，工藤壮人出生于东京都杉并区。
2000年，正在就读小学4年级的工藤壮人进入柏雷素尔青训系统的U-12青年队接受训练。2003年，工藤壮人进入柏雷素尔青训系统的U-15青年队。2006年，工藤壮人进入柏雷素尔青训系统的U-18青年队。2008年，在第32届日本俱乐部青年队足球选手大赛（第32回日本クラブユースサッカー选手権大会）中，工藤壮人荣膺最佳射手。
2009年1月，工藤壮人升入柏雷素尔一线队，成为职业足球运动员。10月17日，在日职联赛第29轮柏雷素尔0-4负于FC东京的比赛中，工藤壮人首次代表柏雷素尔在日职联赛出场。
柏雷素尔降班至日乙联赛后，工藤壮人获得更多的出场机会，他在2010年赛季出场27次，打进10球，帮助柏雷素尔以联赛冠军的成绩升级回到日职联赛。2010年3月21日在日乙联赛主场对阵福冈黄蜂的比赛中取进职业生涯的首个联赛进球。
2011年赛季，工藤壮人25次出场打进7球，帮助柏雷素尔在升班的第一个赛季就获得日职联赛冠军。
2013年赛季，工藤壮人当选日本联赛杯最佳球员（MVP），入选亚洲冠军联赛梦之队，并帮助柏雷素尔获得日本超级杯冠军和日本联赛杯冠军。
2015年12月29日，工藤壮人以零转会费加盟美国职业足球大联盟的温哥华白浪。
2016年3月6日，在美国职业足球大联盟首轮温哥华白浪主场2-3负于蒙特利尔冲击的比赛中，工藤壮人首次代表温哥华白浪出场。5月8日，第11轮比赛中，工藤壮人在第60分钟打入了加盟球队以来的处子球，此后他还助攻队友博拉尼奥斯破门，帮助球队2-1击败波特兰伐木者。5月12日，在美国足球职业大联盟第10轮温哥华白浪主场2-1战胜芝加哥火焰的比赛中，工藤壮人与对方门将相撞，随即口吐鲜血，颚骨骨折。
2017年1月，工藤壮人返回日本，加盟日职联赛球队广岛三箭。
日乙山口雷法官方宣布，广岛三箭的前日本国脚前锋工藤壮人租借加盟球队。
日本前国脚工藤壮人试图在欧洲寻找踢球机会，其先期试训奥乙球队克拉根福特失败，之后来到波乙球队索斯诺维克同样试训失败。
布里斯班狮吼官方宣佈日本前国脚工藤壮人加盟球队，同时这也是本赛季第三位加盟澳超的日本球员。

## 国家队生涯
2010年，工藤壮人入选日本U-21足球国家青年队，随队参加2010年广州亚运会比赛，并在决赛中击败阿联酋首夺亚运会足球冠军。
2013年，工藤壮人入选日本U-23足球国家青年队。5月，工藤壮人入选日本国家足球队。5月30日，在日本客场0-2负于保加利亚的比赛中，工藤壮人首次代表日本国家队出场。7月21日，在2013年东亚杯日本（二队）3-3战平中国的比赛中，工藤壮人打入自己的国家队首球。7月28日，东亚杯比赛结束，工藤壮人随日本队夺得了该次东亚杯的冠军。

## 逝世
日丙联赛球队宫崎棒牛鸟官方宣布，效力于该队的前日本国脚工藤壮人因罹患脑积水抢救无效不幸离世，享年32岁。

## 外部連結
- Masato Kudo的X（前Twitter）
- Masato Kudo的Instagram帳戶
- 工藤壮人 – FIFA國際賽競賽紀錄 (存檔)
- Japan National Football Team Database （页面存档备份，存于）
- 日本職業足球聯賽中的工藤壮人 （日語）
- Profile at Sanfrecce Hiroshima （页面存档备份，存于）
- Profile at Kashiwa Reysol （页面存档备份，存于）
- Soccerway資料庫：工藤壮人